# Мотоклубы
Мотоклубы — объединения мотоциклистов, байкеров. Несмотря на достаточно распространённый негативный стереотип, такие объединения в настоящее время носят, в подавляющем большинстве случаев, мирный характер.

## История
Появившись после Второй мировой войны, со временем мотоклубы приобрели более или менее стандартную структуру. Она может отличаться в зависимости от страны, местных условий и традиций, конкретных уставов клубов, но в целом имеет ряд схожих черт и традиций.
Изначально мотоклубное движение родилось из спорта и туризма, оформившись в 1924 году в Американскую Мотоциклетную Ассоциацию (АМА), которая занималась устройством и проведением различных спортивных и развлекательных мероприятий для мотоциклистов. Однако, когда в 1947 году на мотоциклетном фестивале в Холлистере, Калифорния, члены Boozefighters MC устроили пьяный дебош и разгромили город, президент АМА выступил с заявлением, что «неприятности доставляют лишь 1 процент мотоциклистов, все остальные — вполне законопослушные люди», а все дебоширившие мотоклубы были исключены из АМА. Именно они и стали родоначальниками той субкультуры, которую мы сейчас понимаем под байкерской, и именно их тип клубов, прозванный «1%-никами», стал безусловным образцом всех последующих клубов и сформировал современное понимание мотоклубной тематики. Совсем не удивительно, что многие мотоклубы, возникшие в то время, имели серьезные проблемы с законом и часто уходили в теневые сферы бизнеса.
Современные мотоклубы в большинстве своем вообще не имеют никакого отношения к криминалу и даже не имеют никакого бизнеса, существуя на членские взносы, но полицейская статистика в мире показывает, что многие члены «однопроцентных» мотоклубов, особенно из так называемой «Большой четверки», по-прежнему причастны к криминалу.

## Структура
- President — президент, то есть глава клуба или чаптера (отделения). Обычно выборная должность. Осуществляет общее стратегическое руководство клубом или его отделением, ведет отношения с другими клубами, официальными лицами и т. д.
- Vice President — вице-президент, то есть заместитель президента клуба, заменяющий его в случае отсутствия или смерти (до выборов).
- Sergeant at Arms — руководитель службы безопасности клуба, формально третье лицо в клубной иерархии.
- Treasurer — казначей или секретарь. Отвечает за финансовые вопросы клуба, то есть собирает членские взносы, оплачивает счета, контролирует денежные потоки, в том числе неофициальные. В ряде клубов также отвечает за цвета клуба и другие нашивки, ведет их учет, контролирует выдачу и возврат нашивок бывшими членами.
- Road Captain — человек, который возглавляет мотоколонну (если этого не делает президент), прокладывает маршрут поездок, отвечает за безопасность в дороге, питание и отдых.
- Member — полноправный член клуба, обладающий всеми правами, в том числе правом голоса на выборах[2].
- Prospect — кандидат в члены мотоклуба[3].
- Hangaround («болтающиеся около»), который фактически является «кандидатом в кандидаты» членов мотоклуба[4][5].
- Support — люди, поддерживающие мотоклуб, но не относящиеся к нему напрямую. Саппортом можно быть и не имея в планах вступать в мотоклуб.

Такая развернутая иерархия и долгий путь в полноправные члены обусловлен, в частности, тем, что изначально мотоклубы были ориентированы на незаконную деятельность и была очевидная потребность хорошо проверять новичков.

## Символика
В качестве отличительной черты мотоклубы имеют специальные нашивки (т. н. Colors — «Цвета», либо Patch — «Нашивка»), которые традиционно состоят из трех различных частей: верхний рокер с названием мотоклуба, центр с эмблемой клуба и нижний рокер с местом дислокации клуба, нашиваемые на спину жилетки. Набор цветов нашивок так же играет важную роль для идентификации и должен быть уникальным для каждого мотоклуба.
Традиция трехчастных нашивок происходит от популярного мотоклуба Hells Angels MC, который стал своеобразным «законодателем мод» в этой области. Однако мотоклубы, противопоставляющие себя «Ангелам Ада» или имеющие ничуть не менее долгую историю своего существования, обычно используют собственную схему расположения нашивок: например, мотоклубы Vagos и Sons of Silence имеют лишь две нашивки - нижнюю с местом происхождения клуба и верхнюю, объединяющую в себе название и эмблему; мотоклуб Pagans вместо нижнего рокера использует две нашивки с буквами «М» и «С»; мотоклуб Highwaymen использует лишь одну нашивку, объединяющую в себе и название, и эмблему, и место происхождения, причем название мотоклуба пишется под эмблемой, а название местности, наоборот, над нею. Мотоклуб Outlaws  ранее также придерживался этой традиции — одна нашивка, название написано под эмблемой, а регион над ней, но впоследствии перешёл на «классическую» схему из трёх различных нашивок, расположенных в привычном порядке.
В настоящий момент можно эмпирически выделить следующую градацию мотоклубов, использующих «классическую» схему расположения нашивок:
- Трёхчастные нашивки — верхний рокер, центр и нижний рокер (формат мотоклуба (см. ниже) может быть отображен как отдельной четвертой маленькой нашивкой, так и быть неотъемлемой частью центральной эмблемы, в любом случае он не учитывается за самостоятельный элемент) — это так называемые 1 % МС, мотоклубы, которые претендуют на доминирование на определенной территории и чаще всего имеют аффилированный бизнес, иногда незаконный, интересы которого отстаивают.Нашивки мотоклуба Tribe of Judah MM с надписью «Иисус Господь» на нижнем рокере.
- Трёхчастные нашивки, но на нижнем рокере вместо названия местности написано что-либо другое — это MC, которые не претендуют на доминирование на определенной территории и не относят себя к 1 % мотоклубам. Прекрасной иллюстрацией такого мотоклуба является Boozefighters MC, у которого на нижнем рокере написано «основан в 1946 году», а местность зашифрована цифрами на отдельной нашивке сбоку, а также различные христианские мотоклубы, у которых на нижнем рокере может быть написано «Иисус Господь», «Новый Иерусалим» и другое.
- Двухчастные нашивки — верхний рокер объединен с эмблемой в одну нашивку, на нижнем рокере написано название местности — мотоклубы не относящие себя к 1 %, но претендующие на доминирование на определенной территории.
- Одночастные нашивки — верхний рокер объединен с эмблемой и больше никаких нашивок нет — это самые различные мотоклубы, не относящие себя к формату МС.

Классификация эта достаточно условна. Помимо описанных выше исключений, основанных на собственной традиции мотоклубов, бывает еще обыкновенное невежество и открытое пренебрежение какими-либо традициями, а потому абсолютное большинство новоявленных мотоклубов делают себе трехчастные нашивки с названием местности на нижнем рокере, при этом даже близко не подходя под определение МС и уж тем более 1 % клуба. Чисто в теории регулированием всех этих вопросов должен заниматься доминирующий в данной конкретной местности мотоклуб, но на практике царит полная анархия.
Также следует отметить, что в современной общемировой тенденции название местности на нижнем рокере постепенно утрачивает свой статус претензии на доминирование на данной территории и становится просто чисто информационным. Однако остается понятие уместности — например, мотоклубу Rolling Anarchy MCC, имеющему двухчастные нашивки (верхний рокер и эмблема представляют собой одну нашивку, хотя визуально они разделены), в Германии запретили использовать нижний рокер с названием местности, так как формат МСС не предполагает наличие подобных нашивок, и руководство мотоклуба рекомендовало своим европейским членам заменить названия стран на нижнем рокере на надпись Inter Club.
Помимо нашивок на спине, традиционно присутствуют нашивки на груди, обычно это небольшие планочки с названием мотоклуба, местностью его происхождения и особым статусом владельца нашивок, если такой статус есть (президент, вице-президент и т. д.). Иногда спереди и внизу жилетки пришивается еще один рокер либо с названием местности, либо уточняющий местоположение клуба (например, на рокере сзади название страны, а на рокере спереди название города), либо просто указывающий на местность, если формат мотоклуба не подразумевает нашивку рокера с местностью на спине, так как указанная на переднем рокере информация не является претензией на доминирование.
Во многих мотоклубах принято выдавать нашивки вступающим в мотоклуб не все сразу, а постепенно. Традиционно существует следующий порядок: вступивший в мотоклуб обязан носить жилет вообще без нашивок, затем, приобретя статус Hangaround, имеет право нашить передний рокер, Prospect нашивает задний нижний рокер и, наконец, полноправный член мотоклуба имеет право носить полностью все нашивки. В некоторых мотоклубах Hangaround может нашивать нижний задний рокер, а Prospect нашивает оба рокера, но без центральной эмблемы мотоклуба.

## Основные виды мотоклубов
- МС — Motorcycles Club — традиционный мотоклуб с чёткой иерархией, строгими правилами и обычаями, порою отличающимися от клуба к клубу. Часто встречаются дополнительные ограничения для членства в клубе: только мужчины, не гомосексуалисты, возможны расовые критерии, иногда ограничения по классу и/или марке мотоцикла (например, Hell`s Angels MC).[9].
- MG — MotoGang — «бандитский» мотоклуб с очень жесткой иерархией и скрытыми от публики целями и задачами. Неизвестно ни одного использования этой аббревиатуры каким-либо клубом на постоянной основе, хотя отдельные появления этой аббревиатуры известны по архивным фотографиям мемберов Bandidos MC и мотоклуба «Ночные Волки».
- MCC — MotorCycles Community — упрощенная версия МС. В отличие от предыдущих структур может не иметь жёсткой иерархии и придерживаться более либеральных требований для членства, в том числе свободно принимать женщин в полноправные члены и т. д. Чаще всего в мировой практике имеют нашивки на груди или на рукаве, либо одночастную нашивку на спине. Необходимо уточнить, что в России структура МСС несколько отличается от общемировой практики: так, например, повсеместно распространено использование трехчастных нашивок с указанием местности на нижнем рокере, что совершенно немыслимо на западе, так как является отличительной чертой 1 % МС. В целом, МСС в России следует воспринимать как обычный МС со всеми традиционными требованиями, но дающий больше личной свободы своим членам.

Существуют также много других видов клубов, например LE MC (Law Enforcement Motorcycle Club) — мотоклуб, состоящий только из людей, служащих или служивших когда-либо в любой государственной силовой структуре: полиции, армии, МЧС и т. д.; CMC, ММ (Christian Motorcycles Club, Motorcycle Ministry) — в основе идеологии лежат идеи христианства; MRC (Moto Riders Club), RC (Riders Club) — любители езды на мотоциклах, обычно без какой-либо иерархии, статуса и жестких правил; OC (Owners Club) — объединение владельцев мотоциклов одного производителя (например, HOG — Harley Owners Group); FMC, WMC (Female Moto Club, Women Moto Club) — мотоклуб, членами которого могут быть только женщины; и др.

## Членство в мотоклубе
Путь нового члена в состав клуба обычно достаточно долог. Начинается всё с личного знакомства с уже действующим членом клуба. Если новичок внушает доверие, то он представляется другим членам клуба, причём на представляющего (поручителя) автоматически возлагается ответственность за все дальнейшие действия протеже. При положительном впечатлении на членов клуба, ему присваивается статус support. После определённого времени (это может быть год и более, в зависимости от ряда обстоятельств), если «саппорт» положительно зарекомендовал себя в клубе, на общем собрании поднимается вопрос о его принятии в клуб и ему присваивается ранг hangaround — первой, низшей из ступеней в иерархии. За ней следует prospect и member. Из «мемберов» (полноправных членов MC) выбираются или назначаются руководители клуба: президент, вице-президент, казначей и др. офицеры.
Отношения в клубе строятся по принципу жёсткой иерархии — «хэнгэраунд» подчиняется «проспектам» и «мемберам», «проспект» — «мемберам» и все три категории — требованиям устава, офицерам и президенту. Главная фигура — президент, который возглавляет клуб и ведёт собрания. В некоторых клубах он имеет право дополнительного голоса. Президент и офицеры образуют Совет клуба, который обладает исполнительной, законодательной и судебной властью, может вносить изменения в устав и налагать дисциплинарные взыскания на членов клуба и «саппортов».
Основные поощрения — это быстрое продвижение по иерархической лестнице и освобождение от членских взносов. Наказания — непопулярные работы, денежный штраф, временное лишение прав и привилегий, применение физических мер. Самым серьёзным наказанием считается изгнание из клуба. Оно происходит на общем собрании клуба, если обвиняемый имеет низкий ранг, или на собрании только «мемберов», если рассматривают проступки «мембера» и тем более «офицера». Все допущенные могут выразить своё мнение, но в любом случае только «мемберы» имеют право голоса. Если принято решение об изгнании члена клуба, то он немедленно снимает жилет с «цветами», оставляет его и покидает здание клуба.

## «Большая четвёрка»
К числу крупнейших MC, имеющих филиалы не только в США, но и во многих странах мира (так называемая «Большая четвёрка»), относятся :
- Hells Angels MC
- Outlaws MC
- Pagans MC
- Bandidos MC

Из них в России в виде чаптеров представлены все, кроме Pagans MC. В этот список не входит клуб Mongols MC (из-за своей малочисленности — 500—600 человек по всему миру). Помимо этих мотоклубов, в России существует множество других мотоклубов различного уровня.

## Словарь используемой терминологии
- Chapter (чаптер, чептер, чапта) — отделение (филиал) клуба в отдельном регионе. Распространенная ошибка среди не владеющих терминологией — употреблять это термин в форме «чаРтер», однако является официальной «фишкой» клуба Hells Angels[14].
- Club House — помещение, в котором проводятся собрания, хранятся документация, нашивки клуба и т. д. Доступ в помещение клаб-хауса открыт только членам клуба. Иногда, если позволяют средства, в клаб-хаусе делается специальная «гостиная» с барной стойкой, в которую может входить любой желающий.
- Nomad — член мотоклуба, не входящий ни в один чаптер.